# Санш III Мітарра
Санш III Мітарра (баск.: Antso, гаск.: Sans Sancion; д/н — 893) — герцог Гасконі у 864—893 роках. В деяких джерелах значиться як король Гасконі. Прізвисько перекладається як «страшний» або «швендяючий горами».

## Життєпис
Походив з династії Гатонідів (Гасконського дому). Син Санша II, герцога Васконії. Про нього відомо замало. 864 року після смерті стриєчного брата Арно посів трон Васконії. 872 року вперше позначений як герцог Гасконі. Активно брав участь в Реконскісті на Іберійському півострові. Ймовірно від маврів отримав прізвисько Мітарра, що з арабської мови означає жах або страшний. У баскському варіанті перекладу його прізвиська «швендяючий горами» може значити, що успішно діяв в гірській місцині, розширюючи там свою владу.
Водночас зумів домогтися фактичної незалежності Гасконі від Західно-Франкського королівства, правителів якого в цей час відволікала боротьба в Лотарингії та з іншими своїми васалами. Відомо, що Санш III оселив в гирлі річки Адура норманів, які поступили на службу герцога. 877 року відповідно до К'єрського капітулярія здобув спадковий титул герцога. Помер близько 893 року. Йому спадкував син Гарсія.

## Родина
- Гарсія (до 893—930), герцог Гасконі
- Анепалафред